# 裁かれる越前守
『裁かれる越前守』（さばかれるえちぜんのかみ）は、1962年に公開された田中徳三監督の日本映画。

## スタッフ
以下のスタッフ名はKINENOTEに従った。
- 監督 - 田中徳三
- 脚本 - 新藤兼人
- 原作 - 吉川英治
- 企画 - 鈴木晰成
- 撮影 - 本田平三
- 美術 - 加藤茂
- 音楽 - 鈴木静一
- 録音 - 海原幸夫
- 照明 - 伊藤貞一
- 編集 - 菅沼完二

## キャスト
以下の出演者名と役名はKINENOTEに従った。
- 長谷川一夫 - 大岡市十郎
- 中村玉緒 - お燕
- 丹阿弥谷津子 - お縫
- 月丘夢路 - お袖
- 勝新太郎 - 徳川吉宗
- 島田竜三 - 阿能十
- 林成年 - 山本左右太
- 安部徹 - 刑部様
- 須賀不二男 - 大岡主殿
- 二代目 澤村宗之助 - 赤螺三平
- 山路義人 - 中岡亀次郎
- 香川良介 - 大岡忠右衛門
- 南部彰三 - 大岡兵九郎
- 南条新太郎 - 中山出雲守
- 市川謹也 - 辰三
- 原聖四郎 - 小林勘蔵
- 横山文彦 - 山善
- 藤川準 - そば屋の親爺
- 堀北幸夫 - 薮田助六
- 岩田正 - 喋る番頭
- 菊野昌代士 - 船頭
- 越川一 - 瓦版売り
- 志賀明 - 由太
- 滝川潔 - 喋る町人
- 沖時男 - どんぐり徳
- 大杉潤 - 番頭忠吉
- 浜田雄史 - 市川義平太
- 山岡敬四郎 - 太った乞食
- 木村玄 - 庄七
- 小林加奈枝 - 山善の妻
- 滝のぼる - 喋る女
- 大谷鷹子 - 飯屋の女
- 谷口和子 - 猿ぐつわの女中
- 六條奈美子 - 藤尾
- 若杉曜子 - きんきん声の女（声の出演）